# Regnbuefamilie
LGBTQ+-forældreskab refererer til homoseksuelle, biseksuelle og transpersoner (LGBT), der opdrager et eller flere børn som forældre eller plejeforældre. Dette omfatter: børn opvokset hos par af samme køn (samkønnede forældre), børn opdraget af enlige LGBTQ+-forældre og børn opvokset af flere end to partner, hvor mindst én partner er LGBTQ+.
Modstandere af LGBTQ+-rettigheder har hævdet, at LGBTQ+-forældre har en negativ indvirkning på børn. Men videnskabelig forskning viser konsekvent, at homoseksuelle forældre er lige så egnede og dygtige som heteroseksuelle forældre, og deres børn er lige så psykologisk sunde og veltilpassede som dem, der opdrages af heteroseksuelle forældre. Store sammenslutninger af psykiatriske fagfolk i USA, Canada og Australien har ikke identificeret troværdig empirisk forskning, der tyder på noget andet.

## Formularer
LGBTQ+-personer kan blive forældre på forskellige måder, herunder nuværende eller tidligere forhold, samforældre, adoption, plejefamilie, donorinsemination, gensidig IVF og surrogati.
En homoseksuel eller en transkønnet person, der skifter køn senere i livet, kan få børn i et forhold mellem det modsatte køn, såsom et ægteskab med blandet orientering, af forskellige årsager.
Nogle børn ved ikke, at de har en LGBTQ+-forælder. Der kan være problemer med at springe ud. Nogle forældre afslører måske aldrig over for deres børn, at de identificerer sig som LGBTQ+. Hvordan børn reagerer på deres LGBTQ+ - forældre, der kommer ud, har derfor ikke meget at gøre med deres seksuelle orientering eller kønsidentifikation. Det handler mere om, hvordan en af forældrene reagerer på handlinger med at komme ud; dvs. om der er tale om opløsning af forældrepartnerskaber eller sagt anderldes; hvis forældre opretholder et sundt, åbent og kommunikativt forhold efter at være kommet ud eller under overgang, hvis der er tale om transforældre.
Der finder mange homoseksuelle, biseksuelle og transkønnede forældre. US Census rapporterede i 2000 for eksempel, at33 procent af kvindelige husstande af samme køn og 22 procent af mandlige husstande af samme køn, at mindst ét barn under 18 år boede i hjemmet. Fra 2005 bor anslået 270.313 børn i USA i husstande ledet af par af samme køn.

### Adoption
Det er lovligt i 27 lande for samkønnet at adoptere. Ydermere har 5 lande legaliseret en form for stedbarnsadoption. Institutionel heteroseksisme kan observeres i adoptionspolitikker i mange dele af verden: n"Marriage of Same-Sex Couples – 2006 Position Statement Canadian Psychological Association" (PDF). 2006. Arkiveret fra originalen (PDF) 2009-04-19.ogle lande eller stater forbyder udtrykkeligt adoption af åbent homoseksuelle eller biseksuelle. Andre jurisdiktioner træffer beslutninger om, hvorvidt LGBTQ-personer må adoptere fra sag til sag, med stor variation mellem bureauer afhængigt af bureauets fokus (børn med særlige behov, spædbørn osv.), bureauets religiøse tilhørsforhold, hvis nogen, og disposition af områdevejledere og formidlingsmedarbejdere. Der er også juridiske barrierer for internationale adoptioner, da der i øjeblikket ingen lande er aktivt involveret i international adoption (fx Kina, Guatemala) tillader adoption af åbent identificerede lesbiske og homoseksuelle. Biseksuelle, transseksuelle og transseksuelle personer nævnes typisk ikke eksplicit, men er formodentlig omfattet af disse forbud.

#### Domme
Den californiske mand Bill Jones blev i1968 en af de første homoseksuelle mænd til at adoptere et barn. Han deltog senere i bevægelsen for homoseksuelles rettigheder med Glide Memorial Church.
Sandy Schuster og Madeleine Isaacson vandt USA's første forældremyndighedskamp til fordel for et lesbisk par i 1978.
Den Europæiske Menneskerettighedsdomstol afgjorde i januar 2008, at en ellers juridisk kvalificeret og egnet kandidat ikke må udelukkes fra at adoptere på baggrund af deres seksuelle orientering.
I 2010 erklærede en domstol i Florida, at "rapporter og undersøgelser viser, at der ikke er nogen forskelle i forældreskabet til homoseksuelle eller tilpasningen af deres børn".

##### Fulton v. Byen Philadelphia
En højesteretssag mellem Catholic Social Services og byen Philadelphia fandt sted fra den 4. november 2020 til den 17. juni 2021.
Byens kontrakter med adoptionsbureauer forbyder ved lov diskrimination af LGBTQ-par. Byen Philadelphia afsluttede sin kontrakt med CSS, fordi agenturet nægtede at tage LGBTQ-par i betragtning, når de screenede efter plejeforældre. De sagde, at deres handlinger skyldtes den religiøse overbevisning om, at ægteskab er mellem en mand og en kvinde. CSS driver andre typer plejetjenester, såsom gruppehjem, og modtog millioner af dollars fra Philadelphia uanset afskedigelsen af deres kontrakt.
I retssagen forklarede CSS, at afskedigelsen af deres kontrakt med byen hindrede deres ret til First Amendment. Sagen havde også til formål at omstøde en tidligere højesteretssag, Employment Division v. Smith (1990), som konkluderede, at regeringens neutrale håndhævelse af en generel lov er legitim, selvom den påvirker et religiøst parti negativt.
Retten afgjorde, at Philadelphias beslutning om at afvise kontrakten krænkede de rettigheder, der var givet af Free Exercise Clause of the First Amendment. På trods af sidespor med CSS i Fulton vs. City of Philadelphia, omstødte domstolen ikke sagens afgørelse fra 1990.

### Surrogati
Nogle homoseksuelle par beslutter sig for at have en surrogatgraviditet. En surrogat er en kvinde (der muligvis selv er forælder), som bærer et æg befrugtet af sæd, doneret af en partner. Nogle mennesker bliver surrogater for pengenes skyld, andre af humanitære årsager eller begge dele. Forældre, der bruger surrogatitjenester, kan blive stigmatiseret.

### Insemination
Insemination er en metode, der mest bruges af lesbiske par, når en partner bliver befrugtet med donorsæd injiceret gennem en sprøjte. Nogle mænd donerer sæd af humanitære årsager, andre for penge eller begge dele. I nogle lande kan donoren vælge at være anonym (for eksempel i Spanien), og i andre kan de ikke få tilbageholdt deres identitet (Storbritannien).

### Gensidig IVF
Gensidig IVF bruges af par, der begge har kvindelige reproduktive organer. Ved hjælp af in vitro-befrugtning fjernes æg fra den ene partner for at blive brugt til at lave embryoner, som den anden partner forhåbentlig vil bære i en vellykket graviditet.

### Udvikling af metoder
I øjeblikket udfører videnskabsfolk forskning i alternative former for menneskeligt forældreskab, som kan hjælpe par af samme køn til at få børn. En af mulighederne er at få sæd fra hudens stamceller.

## Statistikker
Ifølge US Census Snapshot offentliggjort i december 2007, har par af samme køn med børn betydeligt færre økonomiske ressourcer og væsentligt lavere andel af boligejerskab end heteroseksuelle ægtepar. En litteraturgennemgang af LGBTQ+-familiers økonomiske velfærd i USA fastslår, at der også er større fødevareusikkerhed og mindre mulighed for at få adgang til ressourcer for at lindre fattigdomspåvirkningerne blandt LGBTQ+-familier på grund af frygten for diskrimination. En foreslået årsag til dette er, at flertallet af LGBTQ+-par tilhører mere end én marginaliseret gruppe, som har lavere samlede indkomster end personer i ikke-marginaliserede samfund.
Data fra en undersøgelse kaldet American Community Survey udført fra 2014-2016 anslog, at antallet af LGBTQ+-forældre, der opdrager børn i USA, var 114.000. Ud af alle LGBTQ+-par i USA anslog undersøgelsen, at 24 % af kvindelige par af samme køn opfostrede børn sammenlignet med 8 % af mandlige par af samme køn. Derudover havde omkring 21 % af partnere af samme køn et adoptivbarn.
En litteraturgennemgang fra 2014 af 51 undersøgelser af transpersoner i USA viste, at mellem en fjerdedel og halvdelen rapporterede at være forældre med flere transkvinder som forældre end transmænd. Til sammenligning fandt en undersøgelse fra 2015 af omkring 27.700 transkønnede og kønsikke-konforme personer, at 18 % rapporterede at være forælder til et barn.

En LGBTQ+ Family Building Survey udarbejdet af en LGBTQ+-rettighedskoalition kaldet Family Equality fandt, at i USA i 2019:
63 % af LGBTQ Millennials (i alderen 18-35) overvejer at udvide deres familier, enten at blive forældre for første gang eller ved at få flere børn

 48 % af LGBTQ-millennials planlægger aktivt at vokse deres familier, sammenlignet med 55 % af ikke-LGBTQ-millennials, en kløft, der er indsnævret betydeligt i forhold til ældre generationer

 63 % af LGBTQ-personer, der planlægger familier, forventer at bruge assisteret reproduktionsteknologi, plejefamilie eller adoption for at blive forældre, et markant skift væk fra ældre generationer af LGBTQ-forældre, for hvem størstedelen af børnene blev undfanget gennem samleje.
En undersøgelse om styrkelse af LGBTQ-par i Finland fandt, at der var 4 faktorer, der bidrog til en højere følelse af støtte:
1) Forældres vilje til at skabe socialt anerkendte familier, 2) Forældrestøtte, 3) Respektfuldt partnerskab med alle forældre og 4) Tilgængelige tilbud. 
Ifølge en undersøgelse fra 2013-14 udført i Polen af Institut for Psykologi ved det polske videnskabsakademi (IP PAN) på 3000 LGBT-personer i forhold af samme køn, der bor i landet, 9 % (11,7 % af kvinderne og 4,6 % af mænd) af koblede LGBT-personer var forældre. Den canadiske folketælling fra 2011 havde lignende konklusioner som dem i den polske undersøgelse: 9,4 % af canadiske homoseksuelle par opdragede børn.

## Forskning
Videnskabelig forskning viser konsekvent, at homoseksuelle forældre er lige så egnede og dygtige som heteroseksuelle forældre, og deres børn er lige så psykologisk sunde og veltilpassede som dem, der opdrages af heteroseksuelle forældre. Store sammenslutninger af psykiatriske fagfolk i USA, Canada og Australien har ikke identificeret troværdig empirisk forskning, der tyder på noget andet.
I USA blev undersøgelser af virkningen af homoseksuelle forældre på børn først udført i 1970'erne og udvidet gennem 1980'erne i forbindelse med et stigende antal homoseksuelle forældre, der søger juridisk forældremyndighed over deres biologiske børn.
Børn og unge voksne med LGBTQ+-forældre er unikt defineret ved, at de typisk identificerer sig som heteroseksuelle, men som en funktion af deres medlemskab af en LGBTQ+-forældrefamilie, er de udsat for minoritetsstress og oplever virkningerne af voksenlivet. Et centralt spørgsmål i denne undersøgelse er således: Hvordan forklarer unge voksne med LGBTQ+-forældre deres følelse af tilknytning til eller afbrydelse af LGBTQ+-samfundet, både som børn (mens de vokser op med LGBTQ+-forældre) og som unge voksne?
Hvad angår overførslen af kønsroller, er LGBTQ+-forældre fanget mellem to kontrasterende billeder: ''de bliver portrætteret som enten iboende forskellige fra eller i det væsentlige de samme som heteroseksuelle familier''. Lesbiske ses enten som en trussel mod heternormativitet, fordi de er militante, antimandlige feminister, eller som særligt sikre omsorgspersoner, fordi de er to kærlige, opdragende kvinder. Homoseksuelle mænd er også fanget mellem disse to kontrasterende billeder. På den ene side har de ikke kvinders ''naturlige'' evne til at tage sig af børn.
Den underliggende antagelse er, at homoseksuelle på en eller anden væsentlig måde er forskellige fra heteroseksuelle mennesker, og denne forskel implicerer deres afvigende kønsudtryk. Derfor er de ikke i stand til at modellere passende kønsadfærd til deres børn, for eksempel antagelsen om, at homoseksuelle fædre ikke er i stand til at bade deres døtre eller diskutere pubertet og menstruation.

### Metode
Undersøgelser af LGBTQ+-forældre har nogle gange lidt under små og/eller ikke-tilfældige stikprøver og manglende evne til at implementere alle mulige kontroller på grund af den lille LGBTQ+-forældrepopulation og kulturelle og sociale hindringer for at identificere sig som LGBTQ+-forælder.
En gennemgang fra 1993 offentliggjort i Journal of Divorce & Genarriage identificerede fjorten undersøgelser, der adresserede virkningerne af LGBT-forældreskab på børn. Gennemgangen konkluderede, at alle undersøgelserne manglede ekstern validitet, og at derfor: "Konklusionen om, at der ikke er nogen signifikante forskelle i børn opdraget af lesbiske mødre versus heteroseksuelle mødre, understøttes ikke af den offentliggjorte forskningsdatabase."

Fitzgeralds analyse fra 1999 forklarede nogle metodiske vanskeligheder:
Mange af disse undersøgelser lider af lignende begrænsninger og svagheder, hvor den største hindring er vanskeligheden ved at opnå repræsentative, tilfældige prøver på en praktisk talt usynlig population. Mange lesbiske og homoseksuelle forældre er ikke åbne om deres seksuelle orientering på grund af reel frygt for diskrimination, homofobi og trusler om at miste forældremyndigheden over deres børn. De, der deltager i denne type forskning, er sædvanligvis relativt åbne omkring deres homoseksualitet og kan derfor være skæve forskningen over for en bestemt gruppe af homoseksuelle og lesbiske forældre.

 På grund af den uundgåelige brug af bekvemmelighedsprøver er stikprøvestørrelserne normalt meget små, og størstedelen af forskningsdeltagerne ender med at se ret homogene ud - f.eks. hvid, middelklasse, by og veluddannede. Et andet mønster er den store uoverensstemmelse mellem antallet af undersøgelser udført med børn af homoseksuelle fædre og dem med lesbiske mødre. . .

 En anden potentiel faktor af betydning er muligheden for social ønskelighedsbias, når forskningspersoner reagerer på måder, der præsenterer dem selv og deres familier i det mest ønskelige lys muligt. Et sådant fænomen ser ud til at være muligt på grund af denne befolknings ønske om at opveje og vende negative billeder og diskrimination. Følgelig kan resultaterne af disse undersøgelser være mønstret af selvpræsentationsbias. 
Ifølge en gennemgang fra 2001 af 21 undersøgelser af Stacey og Biblarz offentliggjort i American Sociological Review : "Forskere mangler pålidelige data om antallet og placeringen af lesbigay forældre med børn i den generelle befolkning, er der ingen undersøgelser af børns udvikling baseret på tilfældige, repræsentative stikprøver af sådanne familier. De fleste undersøgelser er baseret på småskala, snebold og bekvemmelighedsprøver blev primært trukket fra personlige og lokale netværk eller agenturer. Det meste af forskningen til dato er blevet udført på hvide lesbiske mødre, der er relativt uddannede, modne og bor i relativt progressive bycentre, oftest i Californien eller de nordøstlige stater." 
I nyere undersøgelser er mange af disse problemer blevet løst på grund af faktorer som det skiftende sociale klima for LGBTQ+-personer.

Hereks papir fra 2006 i American Psychologist sagde:
Den overordnede metodiske sofistikering og kvalitet af undersøgelser på dette område er steget i årenes løb, som det kunne forventes for ethvert nyt område af empirisk undersøgelse. Nyere forskning har rapporteret data fra sandsynligheds- og lokalsamfundsbaserede bekvemmelighedsprøver, har brugt mere stringente vurderingsteknikker og er blevet publiceret i højt respekterede og meget citerede udviklingspsykologiske tidsskrifter, herunder Child Development og Developmental Psychology . Data er i stigende grad tilgængelige fra prospektive undersøgelser. Hertil kommer, at mens tidlige undersøgelsesprøver hovedsageligt bestod af børn, der oprindeligt blev født i heteroseksuelle forhold, som efterfølgende opløstes, da den ene forælder kom ud som homoseksuel eller lesbisk, er det mere sandsynligt, at nyere prøver omfatter børn, der er undfanget i et forhold af samme køn eller adopteret som spæd af en par af samme køn. De er således mindre tilbøjelige til at forveksle virkningerne af at have en seksuel minoritetsforælder med konsekvenserne af skilsmisse. 
En gennemgang af litteraturen fra 2002 identificerede 20 undersøgelser, der undersøgte resultater blandt børn opdraget af homoseksuelle forældre og fandt, at disse børn ikke systematisk adskilte sig fra dem, der blev opdraget af heteroseksuelle forældre på nogen af de undersøgte resultater.

I en erklæring fra 2009 indgivet i sagen Gill v. Office of Personal Management, Michael Lamb, professor i psykologi og leder af Institut for Social og Udviklingspsykologi ved Cambridge University, udtalte:
De metoder, der anvendes i de store undersøgelser af forældre af samme køn, opfylder standarderne for forskning inden for udviklingspsykologi og psykologi generelt. De undersøgelser, der er specifikke for forældre af samme køn, blev offentliggjort i førende tidsskrifter inden for udvikling af børn og unge, såsom Child Development, udgivet af Society for Research in Child Development, Developmental Psychology, udgivet af American Psychological Association, og The Journal of Child Psychology and Psychiatry, flagskibet peer-review-tidsskrifter inden for børns udvikling. De fleste af undersøgelserne dukkede op i disse (eller lignende) strengt peer-reviewede og meget selektive tidsskrifter, hvis standarder repræsenterer ekspertkonsensus om generelt accepterede samfundsvidenskabelige standarder for forskning i børns og unges udvikling. Før publicering i disse tidsskrifter skulle disse undersøgelser gennemgå en streng peer-review-proces, og som et resultat heraf udgør de den type forskning, som medlemmer af de respektive professioner anser for pålidelige. Forskningen om familier af samme køn er i overensstemmelse med standarder på de relevante områder og producerer pålidelige konklusioner." 
Gartrell og Boss 25-årige longitudinelle undersøgelse, offentliggjort i 2010, var begrænset til mødre, der søgte donorinsemination, og som kan have været mere motiverede end mødre under andre omstændigheder. Gartrell og Bos bemærker, at undersøgelsens begrænsninger omfattede at bruge en ikke-tilfældig prøve, og den lesbiske gruppe og kontrolgruppen blev ikke matchet for race eller bopælsområde.
Michael J. Rosenfeld, lektor i sociologi ved Stanford University, skrev i en undersøgelse fra 2010 offentliggjort i Demography, at "[En] kritik af litteraturen - at undersøgelsernes stikprøvestørrelser er for små til at tillade statistisk kraftfulde tests - fortsætter med at være relevant." Rosenfelds undersøgelse, "den første til at bruge stort udvalgte nationalt repræsentative data," viste, at børn af par af samme køn viste normale resultater i skolen. "Kernefundet her," rapporterer undersøgelsen," tilbyder et mål for validering for de tidligere, og meget omdiskuterede, små stikprøveundersøgelser."
Ifølge en brief fra 2005 fra American Psychological Association:
| Citat | In summary, research on diversity among families with lesbian and gay parents and on the potential effects of such diversity on children is still sparse (Martin, 1993, 1998; Patterson, 1995b, 2000, 2001, 2004; Perrin, 2002; Stacey & Biblarz, 2001; Tasker, 1999). Data on children of parents who identify as bisexual are still not available, and information about children of non-White lesbian or gay parents is hard to find (but see Wainright et al., 2004, for a racially diverse sample)... However, the existing data are still limited, and any conclusions must be seen as tentative... It should be acknowledged that research on lesbian and gay parents and their children, though no longer new, is still limited in extent. Although studies of gay fathers and their children have been conducted (Patterson, 2004), less is known about children of gay fathers than about children of lesbian mothers. Although studies of adolescent and young adult offspring of lesbian and gay parents are available (e.g., Gershon et al., 1999; Tasker & Golombok, 1997; Wainright et al., 2004), relatively few studies have focused on the offspring of lesbian or gay parents during adolescence or adulthood. | Citat |
|       | |       |

I 2010 udtalte American Psychological Association, The California Psychological Association, The American Psychiatric Association og American Association for Marriage and Family Therapy:
| Citat | Relatively few studies have directly examined gay fathers, but those that exist find that gay men are similarly fit and able parents, as compared to heterosexual men. Available empirical data do not provide a basis for assuming gay men are unsuited for parenthood. If gay parents were inherently unfit, even small studies with convenience samples would readily detect it. This has not been the case. Being raised by a single father does not appear to inherently disadvantage children's psychological wellbeing more than being raised by a single mother. Homosexuality does not constitute a pathology or deficit, and there is no theoretical reason to expect gay fathers to cause harm to their children. Thus, although more research is needed, available data place the burden of empirical proof on those who argue that having a gay father is harmful. | Citat |
|       | |       |

En betydelig stigning i metodisk stringens blev opnået i en undersøgelse fra 2020 af Deni Mazrekaj ved University of Oxford, Kristof De Witte og Sofie Cabus ved KU Leuven offentliggjort i American Sociological Review . Forfatterne brugte administrative longitudinelle data om hele befolkningen af børn født mellem 1998 og 2007 i Holland, som var det første land til at legalisere ægteskab af samme køn. De fulgte 2.971 børns pædagogiske præstationer med forældre af samme køn og over en million børn med forældre af forskellig køn fra fødslen. Dette var den første undersøgelse, der tog fat på, hvordan børn, der rent faktisk blev opdraget af forældre af samme køn fra fødslen (i stedet for tilfældigvis at bo sammen med et par af samme køn på et tidspunkt) klarer sig i skolen, mens de bevarer et stort repræsentativt udsnit. Forfatterne fandt, at børn opdraget af forældre af samme køn fra fødslen klarer sig bedre end børn opdraget af forældre af forskellig køn i både grundskole og sekundær uddannelse. Ifølge forfatterne var en vigtig faktor, der forklarer disse resultater, forældrenes socioøkonomiske status. Par af samme køn er ofte nødt til at bruge dyre fertilitetsbehandlinger og adoptionsprocedurer for at få et barn, hvilket betyder, at de har tendens til at være rigere, ældre og mere uddannede end det typiske par af forskellig køn. Undersøgelsen konkluderede imidlertid, at de positive virkninger af at blive opdraget af forældre af samme køn stadig forblev efter kontrol for socioøkonomisk status, selvom de blev mindre. Forfatterne antager, at homofobisk diskrimination kan få forældre af samme køn til at kompensere ved at investere mere tid og energi i deres børn.

### Konsensus
Videnskabelig forskning, der direkte har sammenlignet resultater for børn med homoseksuelle og lesbiske forældre med resultater for børn med heteroseksuelle forældre, har fundet ud af, at børn opvokset af par af samme køn er lige så fysisk eller psykisk sunde, dygtige og succesrige som dem, der opdrages af par af modsat køn på trods af den virkelighed, at betydelig juridisk diskrimination og ulighed fortsat er betydelige udfordringer for disse familier. Store sammenslutninger af psykiatriske fagfolk i USA, Canada og Australien har ikke identificeret troværdig empirisk forskning, der tyder på noget andet. Sociolog Wendy Manning gentager deres konklusion, at "[Undersøgelserne] afslører, at børn opvokset i forældrefamilier af samme køn klarer sig lige så godt som børn opvokset i forældrefamilier med forskelligt køn på tværs af et bredt spektrum af børns trivselsmål: akademisk præstation, kognitiv udvikling, social udvikling, psykisk sundhed, tidlig seksuel aktivitet og stofmisbrug." Udvalget af disse undersøgelser gør det muligt at drage konklusioner ud over ethvert snævert spektrum af et barns velbefindende, og litteraturen indikerer endvidere, at forældres økonomiske, psykiske og fysiske velbefindende forbedres af ægteskab, og at børn har gavn af at blive opdraget to forældre inden for en juridisk anerkendt fagforening. Der er tegn på, at kernefamilier med homoseksuelle forældre er mere ligeværdige i deres fordeling af hjemme- og børnepasningsaktiviteter og dermed mindre tilbøjelige til at omfavne traditionelle kønsroller. Ikke desto mindre rapporterer American Academy of Pediatrics, at der ikke er forskelle i interesser og hobbyer mellem børn med homoseksuelle versus heteroseksuelle forældre.
Siden 1970'erne er det blevet mere og mere tydeligt, at det er familieprocesser (såsom kvaliteten af forældreskabet, forældrenes psykosociale trivsel, kvaliteten af og tilfredsheden med relationer inden for familien samt niveauet af samarbejde og harmoni mellem forældre), der bidrager til at bestemme børns trivsel og resultater frem for familiestrukturer i sig selv, såsom forældrenes antal, køn, seksualitet og samlivsstatus. Siden slutningen af 1980'erne har det som et resultat været veletableret, at børn og unge kan være lige så veltilpassede i utraditionelle miljøer som i traditionelle omgivelser. Mens faktorer som forældrenes antal og samlivsstatus kan og kan påvirke forholdskvaliteten samlet set, er det samme ikke blevet påvist for seksualitet. Ifølge sociolog Judith Stacey fra New York University, "Sjældent er der så meget konsensus inden for noget område inden for samfundsvidenskab som i tilfældet med homoseksuelle forældre, hvilket er grunden til, at American Academy of Pediatrics og alle de store professionelle organisationer med ekspertise inden for børn velfærd har udsendt rapporter og resolutioner til støtte for homoseksuelle og lesbiske forældres rettigheder". Disse organisationer omfatter American Academy of Pediatrics, American Academy of Child and Adolescent Psychiatry, American Psychiatric Association, American Psychological Association, American Association for Marriage and Family Therapy, American Psychoanalytic Association, National Association of Social Workers, Child Welfare League of America, North American Council on Adoptable Children, og Canadian Psychological Association. I 2006 udtalte Gregory M. Herek i American Psychologist : "Hvis homoseksuelle eller biseksuelle forældre i sagens natur var mindre dygtige end ellers sammenlignelige heteroseksuelle forældre, ville deres børn bevise problemer uanset prøvetypen. Dette mønster er tydeligvis ikke blevet observeret. I betragtning af de konsekvente fejl i denne forskningslitteratur med at modbevise nulhypotesen, ligger den empiriske bevisbyrde på dem, der hævder, at børn af seksuelle minoritetsforældre klarer sig dårligere end børn af heteroseksuelle forældre."
Undersøgelser og analyser omfatter Bridget Fitzgeralds analyse fra 1999 af forskningen i homoseksuelle og lesbiske forældre, offentliggjort i Marriage & Family Review, som fandt, at de tilgængelige undersøgelser generelt konkluderede, at "forældres seksuelle orientering ikke er en effektiv eller vigtig forudsigelse for vellykket barndomsudvikling " og Gregory M. Hereks analyse fra 2006 i American Psychologist, som sagde: "På trods af betydelig variation i kvaliteten af deres prøver, forskningsdesign, målemetoder og dataanalyseteknikker, har resultaterne til dato været bemærkelsesværdigt konsistente . Empiriske undersøgelser, der sammenligner børn opdraget af seksuelle minoritetsforældre med børn opvokset af ellers sammenlignelige heteroseksuelle forældre har ikke fundet pålidelige forskelle i mental sundhed eller social tilpasning. Der er ikke fundet forskelle i forældreevne mellem lesbiske mødre og heteroseksuelle mødre. Undersøgelser, der undersøger homoseksuelle fædre, er færre i antal, men viser ikke, at homoseksuelle mænd er mindre egnede eller dygtige som forældre end heteroseksuelle mænd." Derudover frygter nogle, at børn vil arve deres forældres kønsdysfori eller alternative mentale helbredsproblemer i tilfælde af transforældre, men der er forskning, der tyder på "et fravær af beviser for, at børn opdraget af transkønnede forældre har en større chance for at opleve […] udviklingsproblemer end rejst af ikke-transkønnede forældre" og yderligere klinisk forskning viser, at "børn af kønsvariante forældre ikke udvikler kønsdysfori eller psykiske sygdomme" på grund af deres forældres diagnose med kønsidentitetsforstyrrelse. En metaanalyse fra 1996 fandt "ingen forskelle på nogen mål mellem de heteroseksuelle og homoseksuelle forældre med hensyn til forældrestile, følelsesmæssig tilpasning og seksuel orientering af barnet/børnene"; og en metaanalyse fra 2008 nåede frem til lignende konklusioner.
I juni 2010 blev resultaterne af en 25-årig igangværende longitudinel undersøgelse af Nanette Gartrell fra University of California og Henny Bos fra University of Amsterdam frigivet. Gartrell og Bos undersøgte 78 børn, der blev undfanget gennem donorinsemination og opdraget af lesbiske mødre. Mødre blev interviewet og givet kliniske spørgeskemaer under graviditeten, og når deres børn var 2, 5, 10 og 17 år. I rapportens abstrakt udtalte forfatterne: "Ifølge deres mødres rapporter blev de 17-årige døtre og sønner af lesbiske mødre vurderet signifikant højere i social, skole/akademisk og total kompetence og signifikant lavere i social problemer, regelbrud, aggressiv og eksternaliserende problemadfærd end deres alderssvarende modstykker i Achenbachs normative stikprøve af amerikanske unge."
Analyse af omfattende samfundsvidenskabelig litteratur i spørgsmålet om børns psykologiske udfald af at blive rejst af forældre af samme køn af Australian Institute of Family Studies i 2013 konkluderede, at "der er nu stærke beviser for, at familier med forældre af samme køn udgør støttende miljøer, hvor man kan opdrage børn" og at med hensyn til lesbisk forældreskab "... synes der at være klare fordele med hensyn til: kvaliteten af forældre, børn oplever i forhold til deres jævnaldrende forældre i heteroseksuelle parfamilier; børns og unge voksnes større tolerance over for seksuelle og kønsdiversitet; og kønsfleksibilitet udvist af børn, især sønner."

### Seksuel orientering og kønsrolle
Gennemgange af data fra undersøgelser hidtil tyder på, at børn opdraget af ikke-heteroseksuelle forældre har resultater svarende til dem for børn opdraget af heteroseksuelle forældre med hensyn til seksuel orientering. Ifølge US Census er 80 % af de børn, der opdrages af par af samme køn i USA, deres biologiske børn. Med hensyn til biologiske børn af ikke-heteroseksuelle hedder det i en gennemgang fra 2016 ledet af J. Michael Bailey "Vi ville for eksempel forvente, at homoseksuelle forældre burde være mere tilbøjelige end heteroseksuelle forældre til at få homoseksuelle børn alene på baggrund af genetik", da der er et eller andet genetisk bidrag til seksuel orientering, og forældre og børn deler 50 procent af deres gener.
Vigtige observationer fra forskning i tvillinger separeret ved fødslen og store adoptionsstudier er, at forældre har en tendens til at have ringe eller ingen miljømæssige effekter på deres børns adfærdstræk, som i stedet er korreleret med gener, der deles mellem forældre og barn og det ikke-delte miljø (miljø). som er unik for barnet, såsom tilfældig udviklingsstøj og begivenheder i modsætning til opdragelse). 2016 Bailey et al. review konkluderer, at der "er god evidens for både genetiske og ikke-sociale miljøpåvirkninger på seksuel orientering", herunder prænatale udviklingshændelser, men at der er bedre evidens for biologiske mekanismer relateret til mandlig seksuel orientering, som ser ud til ikke at reagere på socialisering, og siger "vi ville være overrasket over, hvis forskelle i det sociale miljø overhovedet bidrog til forskelle i mandlig seksuel orientering.":87  I modsætning hertil siger de, at kvindelig seksuel orientering kan være lidt lydhør over for det sociale miljø, og siger "det ville også være mindre overraskende for os at opdage, at det sociale miljø påvirker kvindens seksuelle orientering og relateret adfærd, den mulighed skal videnskabeligt understøttes snarere end antages.":87 
En erklæring fra 2013 fra American Academy of Child and Adolescent Psychiatry fastslår, at børn af LGBT-forældre ikke har nogen forskelle i deres kønsrolleadfærd sammenlignet med dem, der observeres i heteroseksuelle familiestrukturer.
En gennemgang fra 2005 af Charlotte J. Patterson for American Psychological Association fandt, at de tilgængelige data ikke tydede på højere homoseksualitet blandt børn af lesbiske eller homoseksuelle forældre. Hereks gennemgang fra 2006 beskriver de tilgængelige data på dette punkt som begrænsede. Stacey og Biblarz og Herek understreger, at børns seksuelle orientering og kønsidentifikation er af begrænset relevans for diskussioner om forældres egnethed eller politikker baseret på samme. I en anmeldelse fra 2010, der sammenligner enlige farsfamilier med andre familietyper, udtaler Stacey og Biblarz: "Vi ved endnu meget lidt om, hvordan forældre påvirker udviklingen af deres børns seksuelle identiteter, eller hvordan disse krydser køn." Når det kommer til familiesocialiseringsprocesser og "kontekstuelle effekter", siger Stacey og Biblarz, at børn med sådanne forældre er mere tilbøjelige til at vokse op i relativt mere tolerante skole-, nabolags- og sociale sammenhænge.

### Sociale udfordringer og støttesystemer
Børn kan kæmpe med negative holdninger til deres forældre på grund af den chikane, de kan blive udsat for ved at leve i samfundet. Der er mange risici og udfordringer, der kan opstå for børn af LGBT-familier og deres forældre i Nordamerika, herunder dem i det individuelle domæne, familiedomæne og samfunds-/skoledomæne. Hegemoniske sociale normer kan få nogle børn til at kæmpe på alle eller flere områder. Sociale interaktioner i skolen, fritidsaktiviteter og religiøse organisationer kan fremme negative holdninger til deres forældre og sig selv baseret på køn og seksualitet. Bias, stereotyper, mikro-aggressioner, skader og vold, som både elever og forældre ofte kan støde på, er et resultat af at identificere sig uden for det sociale normative, cis-kønnet, heteroseksuelle samfund eller at have deres identitet brugt som et våben mod sig.
De former for skade og vold, som LGBT-unge kan opleve, omfatter fysisk skade og chikane, cyberchikane, overfald, mobning, mikro-aggressioner og mere. På grund af den øgede risiko for oplevede skader kan børn af LGBT-forældre og LGBT-studerende også opleve øgede niveauer af stress, angst og selvværdsproblemer. Adskillige juridiske og sociale beskyttelsesforanstaltninger støtter børn og forældre, der oplever transfobi og homofobi i samfundet, skolen og familien. At øve og udvikle støttende netværk i skolerne og arbejde hen imod modstandsdygtighed kan hjælpe med at skabe trygge miljøer for elever og forældre. Social støtte, allieret udvikling og positive skolemiljøer er direkte måder at udfordre homofobi og transfobi rettet mod disse elever og deres familier. Adskillige netværk og skoleklubber kan oprettes og ledes af studerende unge for at skabe positive skolemiljøer og samfundsmiljøer for LGBT-elever og deres familier. Organisationer som Gay-Straight Alliance Network (GSA), American Civil Liberties Union (ACLU) og Gay, Lesbian and Straight Education Network (GLSEN) kan hjælpe i støttende skolemiljøer. Fællesskabsressourcer til LGBT-børn og -forældre såsom Human Rights Campaign (HRC), The Trevor Project og Forældre, Familier og Venner af Lesbiske og Bøsser (PFLAG) kan hjælpe med at opbygge personlige støttesystemer.

### Andet
Stephen Hicks, en læser i sundheds- og socialpleje ved University of Salford stiller spørgsmålstegn ved værdien af at forsøge at fastslå, at lesbiske eller homoseksuelle forældre er defekte eller egnede. Han hævder, at sådanne holdninger er mangelfulde, fordi de er oplyst af ideologier, der enten er imod eller støtter sådanne familier. Efter Hicks' opfattelse:
| Citat | Instead of asking whether gay parenting is bad for kids, I think we should ask how contemporary discourses of sexuality maintain the very idea that lesbian and gay families are essentially different and, indeed, deficient. But, in order to ask this, I think that we need a wider range of research into lesbian and gay parenting... More work of this sort will help us to ask more complex questions about forms of parenting that continue to offer some novel and challenging approaches to family life. | Citat |
|       | |       |

### Urigtige fremstillinger fra modstandere
I en erklæring fra 2006 udgav Canadian Psychological Association en opdateret erklæring om deres konklusioner fra 2003 og 2005 og sagde: "CPA anerkender og værdsætter, at personer og institutioner har ret til deres meninger og holdninger til dette spørgsmål. CPA er imidlertid bekymret over, at nogle personer og institutioner misfortolker resultaterne af psykologisk forskning for at understøtte deres holdninger, når deres holdninger er mere præcist baseret på andre tros- eller værdisystemer." Flere faglige organisationer har bemærket, at undersøgelser, som modstandere af LGBT-forældre hævder som bevis for, at par af samme køn er uegnede forældre, faktisk ikke omhandler forældre af samme køn, og at der derfor ikke kan drages konklusioner om virkningerne af forældres køn eller seksuel orientering. Tværtimod fandt disse undersøgelser, som kun udvalgte heteroseksuelle forældre, at det var bedre for børn at blive opdraget af to forældre i stedet for en, og/eller at en forælders skilsmisse eller død havde en negativ effekt på børn. I Perry v. Brown, hvori dommer Vaughn Walker fandt, at de tilgængelige undersøgelser om stedbørn, som modstandere af ægteskab af samme køn citerede for at understøtte deres holdning om, at det er bedst for et barn at blive opdraget af sin biologiske mor og far, ikke isolerer "det genetiske forholdet mellem en forælder og et barn som en variabel, der skal testes" og kun sammenligne "børn opdraget af gifte, biologiske forældre med børn opdraget af enlige forældre, ugifte mødre, stedfamilier og samboende forældre," og dermed "sammenligne forskellige familiestrukturer og læg ikke vægt på biologi." Perry citerede også undersøgelser, der viser, at "adopterede børn eller børn, der undfanges ved hjælp af sæd- eller ægdonorer, er lige så tilbøjelige til at være veltilpassede som børn, der er opdraget af deres biologiske forældre."
Gregory M. Herek bemærkede i 2006, at "empirisk forskning ikke kan forene stridigheder om kerneværdier, men den er meget god til at adressere faktiske spørgsmål. Politiske debatter vil blive forarmet, hvis denne vigtige kilde til viden blot afvises som en "han sagde, hun sagde" skænderier."

## Andre aspekter

### Ægteskab
Forældre af samme køn bliver ofte rejst som et problem i debatter om anerkendelse af ægteskab af samme køn ved lov.

### Trans forældreskab
Der er ringe eller ingen synlighed eller offentlig støtte gennem graviditet og forældreressourcer rettet mod transforældre.
Transkønnede forældre, ligesom cis-kønnede og/eller heteroseksuelle forældre, kan få børn på en række måder, såsom biologisk svangerskab, adoption, surrogatmoderskab og med biomedicinske indgreb. Transforældre står ofte over for andre barrierer for forældreskab end ikke-transforældre, hvoraf meget har at gøre med de samfundsmæssige forventninger til, hvordan forældre ser ud. 
Mens "når homoseksuelle og lesbiske forældre opnår forældreskabsstatus[...] mister de det næsten aldrig", er dette ikke tilfældet for transforældre, som det ses i tilfældene med Suzanne Daly (1983) og Martha Boyd (2007), to transkvinder, der begge fik deres forældrerettigheder, med hensyn til biologiske børn, ophævet på baggrund af deres diagnose af kønsidentitetsforstyrrelse og deres transstatus. De blev opfattet som at have forladt deres rolle som "fædre" gennem deres MTF-overgang og blev opfattet som værende egoistisk ved at sætte deres egne seksuelle/identitetsbehov før deres børns velbefindende. Disse sager er blandt mange juridiske forældremyndighedskampe, der udkæmpes af transforældre, hvor amerikanske domstole fuldstændig har overset tiltaltes egnethed som "forældre" i modsætning til "mødre" eller "fædre", roller, der er stærkt kønsbestemt og kommer med strenge samfundsforståelser af normativ forældremyndighed. opførsel. I tilfælde af transpersoner, der ønsker at blive forældre og blive juridisk anerkendt som mødre eller fædre til deres børn, nægter domstolene ofte at anerkende sådanne roller juridisk på grund af biologisk diskrimination. Et eksempel på dette er X, Y og Z vs. UK-sag, hvor X, en transmand, der havde været i et fast forhold til Y, en biologisk kvinde, der fødte Z gennem kunstig befrugtning, hvor X altid var til stede, blev nægtet retten til at blive opført som Z's far ved deres fødsel certifikat på grund af, at de ikke direkte inseminerede Y.
For nylig,   Canada er begyndt at anerkende transforældres rettigheder med hensyn til forældremyndighedsordninger og juridisk anerkendelse af forældrestatus. I 2001 fik en transkvinde lov til at beholde forældremyndigheden over sin datter, efter at hendes ekspartner søgte eneforældremyndighed på baggrund af hendes overgang. Domstolene afgjorde, at "ansøgerens transseksualitet i sig selv, uden yderligere beviser, ikke ville udgøre en væsentlig ændring af omstændighederne, og den ville heller ikke blive betragtet som en negativ faktor i en afgørelse om forældremyndighed", hvilket markerer en skelsættende sag i familieretten, hvorved "en persons transseksualitet er irrelevant i sig selv som en faktor i hans eller hendes evne til at være en god forælder." Derudover fik en bosiddende transmand fra Toronto, Canada "tilladelse til at identificere sig som [barnets] far på Ontario-provinsens Statement of Live Birth Form", hvilket markerer en afkobling af genetik og bio-sex i forhold til forældreroller.

#### Stressfaktorer for transforældre
Transkønnede familier kan opleve et unikt socialt pres. Som følge heraf kan transkønnede forældre opleve stressfaktorer eller barrierer i forbindelse med deres kønsovergang, hvilket kan have en indvirkning på deres overordnede familiedynamik og kan påvirke resultaterne for transkønnede. Mange transpersoner citerer, siden deres yngre år, ikke at ville have børn eller blive gravide på grund af den krops- og kønsdysfori, der følger med at føde. Dette relaterer sig tilbage til et stort problem for transpersoner selv i en ikke-forældresammenhæng, fordi meget af samfundets syn på køn ikke efterlader et rum for transpersoner. Derudover blev en følelse af støtte, især fra familien, fundet at være en vigtig faktor for at håndtere stressfaktorer i en undersøgelse fra 2014. Det afslørede, at 43 % af deltagerne erklærede, at de for det meste var afhængige af deres børn for at få støtte til at hjælpe deres med at klare stress relateret til deres kønsskifte, mens 29 % nævnte deres partner som deres vigtigste støtte. En undersøgelse fra 2016 undersøgte, hvordan potentielle stressfaktorer for familier, adgang til ressourcer og de transforældres opfattelser påvirker, hvordan familien fungerer. Familiens funktionsmåde refererer til deres evne til at håndtere stress og til gengæld deres evne til at styre uden om krisesituationer. Undersøgelsens resultater tyder på, at oplevelse af stigmatisering omkring transkønnede identiteter, usikkerhed om deres rolle eller status for accept i deres familier efter kønsskifte og følelse af sammenhæng havde den største indflydelse på familiens funktion. Sense of Coherence refererer til at se sit miljø som "forståeligt, overskueligt og meningsfuldt." At opleve stigmatisering, såvel som usikkerhed om deres accept i deres familier, viste sig at bidrage til lavere tilfredshed med familiens funktion. Undersøgelsen fandt også, at negative effekter af stigmatisering kan opvejes af en stærk følelse af sammenhæng, mens tilfredshed med familiens funktionsevne kan styrkes af en stærk følelse af sammenhæng.
Når stigmatisering reduceres omkring transforældreskab, såsom fra støttende familie, adoptionspersonale og sundhedspersonale, kan transpersoner lettere finde tilfredshed og en positiv familiefunktion. 

## Yderligere læsning
- Digoix, Marie (2020). Same-Sex Families and Legal Recognition in Europe (engelsk). Springer Nature. ISBN 978-3-030-37054-1.
- Goodfellow, Aaron (2015). Gay Fathers, Their Children, and the Making of Kinship. New York: Fordham University Press. ISBN 9780823266036. OCLC 892895171.
- Hérault, red. (2014). La parenté transgenre. Aix-en-Provence: Presses universitaires de Provence. ISBN 9782853999328. OCLC 881703694.

## Eksterne links
- Lesbiske, homoseksuelle, biseksuelle og transkønnede (LGBT) forældrefamilier – En litteraturgennemgang udarbejdet for The Australian Psychological Society Arkiveret 2011-03-04 hos  Wayback Machine (2007)
- For høj pris – The Case Against Restricting Gay Parenting (opdateret anden udgave) Arkiveret 12. januar 2011 hos  Wayback Machine (2006), en publikation fra ACLU, indeholder en detaljeret gennemgang af undersøgelser og forskning.
- American Psychological Association (APA) Direktorat for offentlig interesse: Forskningsresumé om lesbisk og homoseksuel forældreskab (2005)
- Kort forelagt for det lovgivende underhusudvalg om lovforslag C38 af Canadian Psychological Association (2005)
- Lesbiske og homoseksuelle forældre og deres børn: Forskning i familiens livscyklus

| LGBT | Spire Denne artikel om LGBT er en spire som bør udbygges. Du er velkommen til at hjælpe Wikipedia ved at udvide den. |